# 韦加宁
韦加宁（1938年4月5日—2003年4月13日），男，广西南宁人，中国外科医学专家，白求恩奖章获得者。

## 生平
1961年，毕业于武汉同济医学院，分配到北京积水潭医院工作。
1972年，与李良平共同完成世界上第一例同体断足移植手术。1975年，国内首创同体拇指移植手术。
1987年起，历任北京医科大学副教授、教授、研究生导师.
2002年5月，被诊断为胃癌晚期。2003年4月13日，于北京逝世。

## 主要作品
- 《手部支具的临床研究》
- 《韦加宁手外科手术图谱》

## 主要荣誉
- 2003年3月27日  白求恩奖章获得者
- 2003年4月8日   北京市政府人民好医生荣誉称号
- 2003年5月1日   全国五一劳动奖章